# Tufnell Park (metrostation)
Tufnell Park is een station van de metro van Londen aan de Northern Line. Het metrostation, dat in 1907 is geopend, ligt in de wijk Tufnell Park.

## Geschiedenis
Het station werd op 22 juni 1907 geopend door de Charing Cross, Euston & Hampstead Railway (CCE&HR). Het gebouw is ontworpen door architect Leslie Green en de gevelbeleding bestaat uit geglazuurde terracotta (faïence) tegels, geleverd door de Leeds Fireclay Company. Hoewel het station vlak bij het treinstation Junction Road aan de Tottenham & Hampstead Junction Railway ligt, was er nooit een fysieke verbinding tussen de twee stations. Zoals voor de Eerste Wereldoorlog gebruikelijk was worden de reizigers met liften vervoerd tussen de stationshal en de perrons. Net als bij de andere stations van Leslie Green kreeg het station langs de perrons een uniek tegelpatroon zodat het ook herkenbaar is voor laaggeletterden. In het interbellum werden veel metrostations van roltrappen voorzien om de toenemende reizigersstromen te verwerken, maar Tufnell Park bleef in oorspronkelijke staat. In 1933 werd het openbaar vervoer in Londen genationaliseerd in London Transport, dat de lijn omdoopte in Edgware, Highgate Morden Line. In 1935 werd het Northern Heights plan ontvouwd wat bij het begin van de werkzaamheden in 1937 aanleiding was om de hele lijn Northern Line te noemen als verwijzing naar de heuvels langs de noordrand van de stad die door de verlenging van de lijn op de metro zouden worden aangesloten.

## Ligging en inrichting
Het stationsgebouw staat op de hoek van Tufnell Park Road en Brecknock Road aan de oostkant van Fortess Road. De toegangspoortjes liggen tussen de stationshal en de in- en uitgang van het station. Achter de stationshal liggen de liften die aan beide kanten deuren hebben zodat vertrekkers aan de ene kant kunnen instappen terwijl de uitstappers de lift aan de andere kant verlaten. De perrons zelf liggen schuin boven elkaar onder de Fortess Road, dat voor de noordelijke richting op 19 meter diepte en dat voor de zuidelijke richting op 22 meter diepte. De liften komen onderaan uit tussen de beide niveaus waar aan weerszijden van de liften een gang loopt naar de perrons, een voor instappers en aan de andere kant van de liften een voor uitstappers. De reizigers moeten tussen gang en perron afhankelijk van hun reisrichting een halve verdieping omhoog of omlaag tussen gang en perron. In 2004 werd groot onderhoud uitgevoerd. De liften zijn tussen 8 juni 2015 en 4 maart 2016 vervangen, gedurende die tijd was het station gesloten voor reizigers. Verder is in het kader van het project Cooling the Tube een grote ventilator geplaatst die samen met andere ventilatoren de Northern Line koel houdt.